# Martin James Monti
Martin James Monti (* 24. Oktober 1921 in St. Louis, USA; † 11. September 2000) war während des Zweiten Weltkriegs Kampfpilot der United States Air Force sowie Deserteur, der sich der Waffen-SS anschloss.

## Leben
Monti war eines von sieben Kindern seiner Eltern. Sein Vater war ein Finanzmakler, dessen Vorfahren aus Italienischbünden in der Schweiz in die USA emigriert war, während seine Mutter deutsche Vorfahren hatte. Monti selbst war während der 1930er-Jahre ein Hörer und Befürworter des antisemitischen Priesters Charles Coughlin, der mit aufhetzenden Ansprachen in Radiosendungen in Erscheinung trat.
Am 29. November 1942 trat Monti freiwillig in die United States Army Air Forces ein, wo er ab Anfang 1943 eine Ausbildung zum Piloten absolvierte. Im August 1944 wurde er nach Karatschi in Britisch-Indien verlegt und diente im 126th Replacement Depot.
Monti stellte einen Antrag, nach Italien versetzt zu werden, der aber abgelehnt wurde. Am 1. Oktober 1944 entfernte er sich eigenmächtig von der Truppe, reiste über Kairo und Tripoli nach Neapel und meldete sich am 10. Oktober auf dem Luftwaffen-Stützpunkt bei Foggia, wo die 82nd Fighter Group stationiert war. Auch dort wurde sein Antrag, bei einer Kampfstaffel zu dienen, abgelehnt. Monti begab sich nach Pomigliano d’Arco zur 354th Air Service Squadron. Dort gab er sich am 13. Oktober als Pilot der 82nd Fighter Group aus und entwendete eine P-38 Lightning. Damit flog er in das von den Deutschen kontrollierte Norditalien und landete bei Mailand auf einer Wiese, wo er in Gefangenschaft geriet. Jedoch konnte er die Deutschen von seiner Absicht überzeugen, auf ihrer Seite am Krieg teilzunehmen, woraufhin er nach Berlin verbracht wurde und in die SS-Standarte Kurt Eggers eintrat. Sein Flugzeug wurde einer Versuchsstaffel der Luftwaffe übergeben.
Monti wirkte bei einigen Propagandasendungen der Deutschen im Radio mit, allerdings mit wenig Erfolg, und wurde gegen Kriegsende wieder nach Italien versetzt.
Nach dem Kriegsende meldete er sich am 10. Mai 1945 bei den amerikanischen Truppen. Er gab vor, mit seiner P-38 von den Deutschen abgeschossen und gefangen genommen worden zu sein. Die SS-Uniform, die er trage, habe er von Partisanen auf der Flucht erhalten. Ein Kriegsgericht verurteilte ihn wegen der Entwendung von Kriegsgerät und Desertion zu 15 Jahren Zwangsarbeit, zudem wurde er degradiert. Monti wurde jedoch bereits 1947 entlassen und schied im Jahr darauf als Private aus der Air Force aus. Nach Ermittlungen des FBI aufgrund seiner Unterstützung des Feindes wurde er jedoch wenig später erneut angeklagt und wegen Hochverrats zu 25 Jahren Haft und einer Geldstrafe von 10.000 US-Dollar verurteilt. Im Jahr 1968 wurde diese Strafe auf Bewährung ausgesetzt.

## Belege
1. ↑  StrategyPage: The Curious Case of Martin James Monti. Abgerufen am 13. Februar 2016 (englisch).
2. ↑  Richard Lucas: Axis Sally: The American Voice of Nazi Germany. Casemate Publ, 2010, ISBN 978-1-935149-43-9, S. 114 (Google Books).
3. ↑  Ex-Army Officer Held for Treason; He Is Indicted by Brooklyn Jury on Charge of Deserting Post, Cooperating With Nazis. In: New York Times. 15. Oktober 1948.

| Personendaten    | Personendaten                              |
| ---------------- | ------------------------------------------ |
| NAME             | Monti, Martin James                        |
| KURZBESCHREIBUNG | US-amerikanischer Kampfpilot und Deserteur |
| GEBURTSDATUM     | 24. Oktober 1921                           |
| GEBURTSORT       | St. Louis, Vereinigte Staaten              |
| STERBEDATUM      | 11. September 2000                         |